# بروینیس
بروینیس (به هلندی: Bruinisse) یک منطقهٔ مسکونی در هلند است که در اسخائن-دایفه‌لاند واقع شده‌است. بروینیس ۴٬۰۷۳ نفر جمعیت دارد.